# Мрія кожної жінки
Мрія кожної жінки (англ. Every Woman's Dream) — американська комедія 1996 року.

## Сюжет
Для однієї дружини він — агент ЦРУ, якого часто посилають на спеціальні завдання. Для іншої дружини — він впливовий бізнесмен. Для них він — ідеал чоловіка. Але життя, побудоване на обмані, не може тривати довго, тим більше якщо одне завдання змінюється іншим по кілька разів на день.

## У ролях
| Актор              | Роль                   |
| ------------------ | ---------------------- |
| Джефф Фейгі        | Мітч Паркер            |
| Кім Кетролл        | Ліз Веллс              |
| ДеЛейн Метьюз      | Кенді                  |
| Волтер Еддісон     | Джон Веллс             |
| Джудіт МакКоннелл  | Барбара Веллс          |
| Фелесіа М. Белл    | Лорен, Flatmate Ліз    |
| Дебра Айзенштадт   | Дженіс, секретар Мітча |
| Пол Лінке          | оповідач               |
| Джей Сосса         | Саманта 14 років       |
| Александер Гандара | Деніс 11 років         |
| Ніко Велла         | Деніс 5 років          |
| Джуді Дугласс      | Меррітт Фостер         |
| Джон Самнер        | сенатор Боб Белдінг    |
| Джон Паркер        | Том Фостер             |
| Грант Тіллі        | Філ Добровскі          |
| Брюс Олпресс       | Карл Кокс              |
| Росс Дункан        | Maitre'D               |
| Джон Брейзіер      | міністр                |
| Ентоні Рей Паркер  | охоронець              |
| Марк Фергюсон      | директор банку         |
| Вікі Гофтон        | Марта                  |
| Сара Бодді         | Дісней секретар        |
| Ліза Кріттенден    | Багамський аташе       |
| Стерлінг Кетман    | капітан човна          |
| Емі Моррісон       | Саманта 10 років       |
| Бред Барнетт       | Мітч 18 років          |
| Каллум Ґаллагер    | Мітч 5 років           |
| Воррен Карл        | Піт                    |